# Zafisoro
De Zafisoro zijn een etnische groep in Madagaskar. Ze zijn een subgroep van de Antaifasy en leven in hetzelfde gebied. Deze ligt grotendeels in het district Farafangana, in het zuidoosten van Madagaskar.

## Geschiedenis
Een aantal etnologen zijn van mening dat de Antaifasy, en dus ook de Zafisoro, een subgroep vormen van de Antaisaka. Echter, volgens de legendes van de Antaifasy kwam hun voorvader Ndretsileo van het vasteland van Afrika. Ndretsileo wilde zich vestigen in Madagaskar, langs de rivier de Menarandra. De Bara hadden dit gebied echter al toegeëigend, dus trok Ndretsileo's kleinzoon Ndrembolanony met zijn compagnie met de naam 'Isoro' verder naar het oosten. Later vestigden de Antaifasy zich aan de oostkust van Madagaskar om handel te drijven met de Europeanen die daar aanmeerden. Door interne conflicten over de grondverdeling scheidden de nakomelingen van de compagnie zich van Ndrembolanony's nazaten en noemden zichzelf voortaan 'Zafisoro', wat 'kleinzonen van Isoro' betekent.
In de 19e eeuw onderwierpen de Zafisoro en Antaifasy zich na een lange strijd aan de heerschappij van de Merina. Ze hoopten dat interne territoriumconflicten nu opgelost zouden worden. De Zafisoro stelden wel als eis dat ze zelf hun gouverneur mochten kiezen. Koningin Ranavalona I willigde deze eis in en de Zafisoro kozen Rainilaitafika, die in 1830 zich in Mahamaninu vestigde. 
De conflicten waren hiermee nog niet ten einde, in 1990 raakten de beide groepen weer in gevecht en werden 40 mensen gedood. Hierna sloten ze een wapenstilstand, maar kleine vechtpartijen komen nog steeds voor.

## Religie en cultuur
Het overgrote deel van de Zafisoro zijn animisten. De gebruiken van de Zafisoro komen sterk overeen met die van de Antaifasy. Zo begraven ze bijvoorbeeld hun doden niet, maar leggen ze in een kibosy, een heilig dodenhuis.